# Сонячна воскотопка

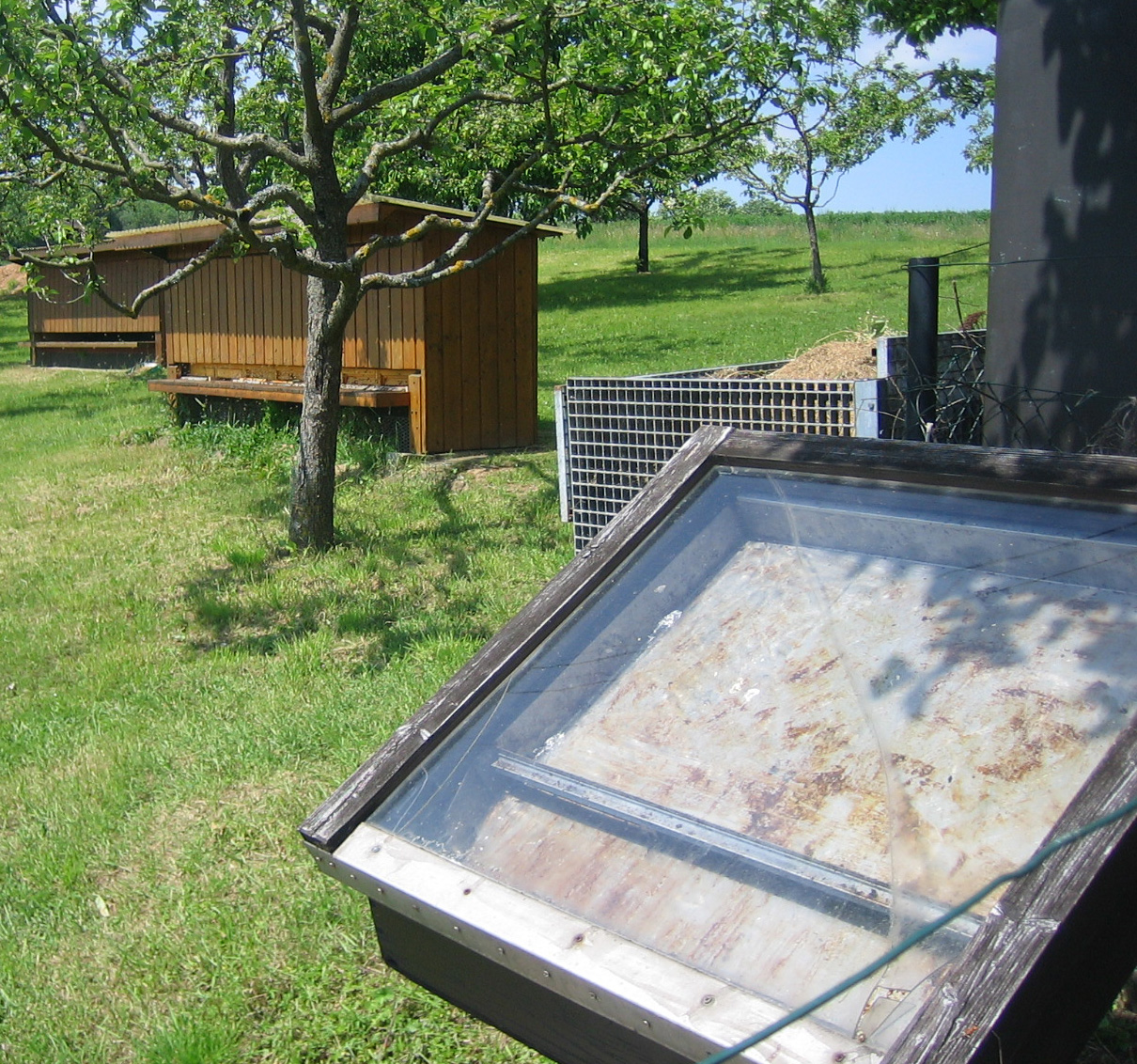
Сонячна воскотопка витоплює віск на сонці у фоновому режимі

Сонячна воскотопка використовується для перетоплення високоякісної воскової сировини (зрізані воскові крищечки, обрізки з різних частин вуликів, вибракувані стільники, в яких не вирощувався розплід) за допомогою енергії сонячного проміння. Складається із корпуса, накривається заскленою рамою, що відкривається. Корпус виготовляють таким чином, щоб рама була перпендикулярно до сонячного проміння опівдні. Всередині встановлюються два корита - одне для сировини, друге для стікання розплавленого чистого воску.
Дія сонячної воскотопки ґрунтується на здатності скла пропускати сонячне проміння, але затримувати тепло. Воскова сировина починає плавитися при 80-90°C. Для утримання вищої температури в середині воскотопки, зовні і всередині її фарбують темною фарбою. Також у раму вставляють скло із обох її сторін, та старанно ізолюють замазкою, щоб попід скло не потрапляли пил і вода, що погіршить проникнення сонячного проміння всередину воскотопки.
Воскотопку варто розміщувати в такому місці, щоб цілий день там не було затінку. Також, якщо є можливість, вдень потрібно постійно розвертати воскотопку до сонця. Вночі, або під час негоди воскотопку потрібно забирати, або забезпечити стаціонарним укриттям (якщо вона розташована на спеціально відведеному місці на опорах).
Корита роблять із білої бляхи. Заборонено використовувати звичайну або оцинковану бляху, жирні кислоти, які є у воскові взаємодіють із відповідними металами, змінюють колір воску та його властивості, що унеможливлює його використання надалі для виробництва вощини. Розміри дека 470x600 мм, коритця - 570x96x48 мм. Такий розмір дека дозволяє одночасно витоплювати віск із двох гріздових рамок.
Не можна витоплювати сушники, в яких є перга і бджолині кокони. Після витоплювання воску, залишаються «витопки», в яких міститься до 50% воску. Витопки можна далі переробити на воскопресах, попередньо розварити воскову сировину у м'якій воді. Темні, (або вже чорні стільники), в яких вийшло понад 10 поколінь бджіл, а також стільники з пергою обробляють на парових воскотопках, або пресах. Але таку сировину попередньо потрібно розмочити у м'якій воді, замінюючи її кілька разів. Таким чином вимивається перга і розчинні забарвлюючі речовини, які знижують якість отримуваного воску.
На сонячних воскотопках забороняється витоплювати віск від сімей, хворих на американський і європейський гнилець, та інші інфекційні захворювання бджіл. Такий віск також не можна здавати разом із воском від здорових бджіл на пункти прийому та обміну воску на вощину. Його потрібно спеціально маркувати, такий віск окремо переробляють при температурах понад 120°C більше півгодини, і з нього потім не виготовляють вощину, йде на інші технічні потреби.